# Ella Van Kerkhoven
Ella Van Kerkhoven, née le 20 novembre 1993 à Louvain en Belgique, est une footballeuse internationale belge qui joue au poste d'attaquante au Feyenoord Rotterdam.

## Biographie
Le 20 juin 2022, elle est sélectionnée par Ives Serneels pour disputer l'Euro 2022.
Le 6 février 2023, la Belge est sélectionnée par Ives Serneels pour disputer la Arnold Clark Cup 2023. Cette dernière étant un tournoi de football féminin sur invitation organisé par la Fédération anglaise de football.

## Palmarès
- Championne de Belgique en 2018 et 2019 avec le RSC Anderlecht

## Distinctions individuelles
- Meilleure buteuse en 2018 avec 29 buts et en 2019 avec 24 buts